# Retiro maculatus
Retiro maculatus är en spindelart som beskrevs av Cândido Firmino de Mello-Leitão 1915. 
Retiro maculatus ingår i släktet Retiro och familjen mörkerspindlar. Inga underarter finns listade i Catalogue of Life.